# Cathédrale de la Sé de Macao
L'église de la Sé est la cathédrale du diocèse de Macao. Au début du XVIIe siècle, l'église catholique est une petite chapelle de bois, et ce n'est qu'en 1623, qu'elle fut élevée au rang de cathédrale. Avant 1623, la cathédrale où siégeait le diocèse était l'Église Saint-Lazare. Après deux cents ans, l'église avait un aspect misérable et était à l'état de ruines, les travaux de restauration ont débuté, financés par les croyants. La première cathédrale construite en pierre, consacrée en 1850 par l'évêque de l'époque, D. Jerónimo José da Mata, a été pratiquement détruite dans un ouragan 24 ans plus tard, après avoir subi des réparations majeures.
Les catholiques l'appellent simplement la « cathédrale » ou la « cathédrale Sé ».
La cathédrale est aussi appelée « Église de Notre-Dame de la Nativité », comme on peut le voir inscrit dans l'entrée principale sur une plaque en latin : SSMV Mariae Nascente qui signifie, en français, la « Nativité de la Vierge Marie ».
La cathédrale a été entièrement reconstruite en béton en 1937. À cette époque, la reconstruction coûtera environ 100 900 Patacas. C'est une église spacieuse et joliment décorée, avec divers autels latéraux et des chaires en marbre. Elle possède deux solides tours et des portes massives. À l'intérieur, sa beauté réside principalement dans ses magnifiques vitraux avec des images de la naissance de la Vierge Marie et avec les images des Douze Apôtres. Dans plusieurs autels latéraux, on peut voir les images du Sacré-Cœur, de Notre-Dame de Fátima du Christ, de Jean le Baptiste (Saint-Patron de la ville de Macao) de Saint-Joseph et de Thérèse de Lisieux.
Sous l'autel principal il y a quelques tombes, y compris celle du douzième évêque de Macao, D. Nicolau Rodrigues Pereira de Borja. Selon la légende, l'évêque se serait engagé dans la reconstruction de cette église.
Cette cathédrale est incluse dans la liste des monuments du « Centre historique de Macao », elle-même incluse dans la liste du Patrimoine mondial de l'UNESCO .
Elle est aussi l'église mère de la Paroisse de la Sé, l'une des 6 paroisses du diocèse de Macao.
Avant le transfert de Macao à la Chine (1999), en plus de leurs fonctions diocésaines, la cathédrale était utilisée pour « introniser » le nouveau gouverneur venu du Portugal, qui reçoit son sceptre, symbole de pouvoir, avec la statue de la Vierge Marie.